# Agulla del Portarró
L'Agulla del Portarró est un sommet du massif des Encantats dans la chaîne des Pyrénées, situé administrativement dans la province de Lérida en Catalogne, en Espagne. Il se trouve juste au sud du Portarró d'Espot et culmine à 2 673 ou 2 675 m d'altitude.
Les roches du sommet sont d'origine plutonique (orogenèse varisque) et sédimentaire (Famennien), puis plissées et remontées au cours de la formation des Pyrénées durant le Paléogène de −66 à −23 Ma, avec un maximum à l'Éocène vers environ −40 Ma. Géologiquement parlant, sa position centrale dans les Pyrénées ainsi que sa nature plutonique font que l'Agulla del Portarró fait partie de la zone axiale des Pyrénées.

## Géographie

### Situation, topographie
Le sommet fait partie du massif de montagnes de massif des Encantats dans la province de Lérida en Catalogne, en Espagne.

### Géologie
Les roches actuelles sont composées de différentes strates géologiques : 
- dans la partie ouest et sud, roches plutoniques de type granodiorite à biotite ;
- dans la partie est et nord, roches sédimentaires de type pélites calcaires datant du Famennien (Dévonien supérieur).

Au Paléogène, entre −66 et −23 Ma, la remontée vers le nord de la plaque africaine entraîne avec elle la plaque ibérique. Celle-ci, coincée entre la plaque africaine et la plaque européenne, va entrer en collision avec elles, formant la cordillère Bétique au sud et les Pyrénées au nord. Au niveau de la zone du massif des Encantats, les roches sédimentaires sont alors progressivement comprimées, puis remontées en altitude entre −53 et −33 Ma durant l'Éocène.
Puis durant la phase de refroidissement des glaciations quaternaires, à partir de −3 Ma, l'érosion glaciaire enlève les roches sédimentaires du sommet ouest, pour laisser apparaître les roches plutoniques sous-jacentes plus dures.